# Angel Light
Angel Light è un singolo di Clara Serina pubblicato il 18 settembre 2019 dalla Cs Clara Serina.

## Tracce
1. Angel Light (Clara Serina,)